# Cèl·lula parafol·licular
Les cèl·lules parafol·liculars, també anomenades cèl·lules C, són cèl·lules neuroendocrines de la tiroide. La funció principal d’aquestes cèl·lules és segregar calcitonina. Es troben adjacents als fol·licles tiroidals i resideixen al teixit connectiu. Aquestes cèl·lules són grans i tenen una tinció pàl·lida en comparació amb les cèl·lules fol·liculars. En les espècies teleòsties i aviàries aquestes cèl·lules ocupen una estructura fora de la glàndula tiroide anomenada cos ultimobranquial.